# Hlučín
Hlučín település Csehországban, a Opavai járásban. Hlučín Vřesina, Ostrava, Šilheřovice, Ludgeřovice, Markvartovice, Dobroslavice, Darkovice, Děhylov és Kozmice településekkel határos. Lakosainak száma 13 421 fő (2024. január 1.).

## Népesség
A település lakosságának változását az alábbi diagram mutatja:
| Lakosok száma | 4711 | 5652 | 6218 | 9556 | 22 581 | 13 917 | 14 020 | 13 953 | 13 634 | 13 421 |
|               | 1869 | 1900 | 1921 | 1961 | 1980   | 2011   | 2016   | 2019   | 2021   | 2024   |